# Alemán coloniero
El alemán coloniero es un dialecto del idioma alemán que se desarrolló en Venezuela, específicamente en la Colonia Tovar, un pueblo fundado en 1843 por inmigrantes alemanes provenientes principalmente de la región de Kaiserstuhl, en Baden-Wurtemberg (suroeste de Alemania).
Según estudios, el alemán coloniero enfrenta un acelerado proceso de glotofagia debido a la pérdida de hablantes activos, especialmente entre las generaciones futuras. Además no está reconocido oficialmente como lengua minoritaria por el gobierno venezolano, siendo el castellano, el único idioma usado en el sistema educativo del municipio Tovar, donde se encuentra esta comunidad.

## Orígenes

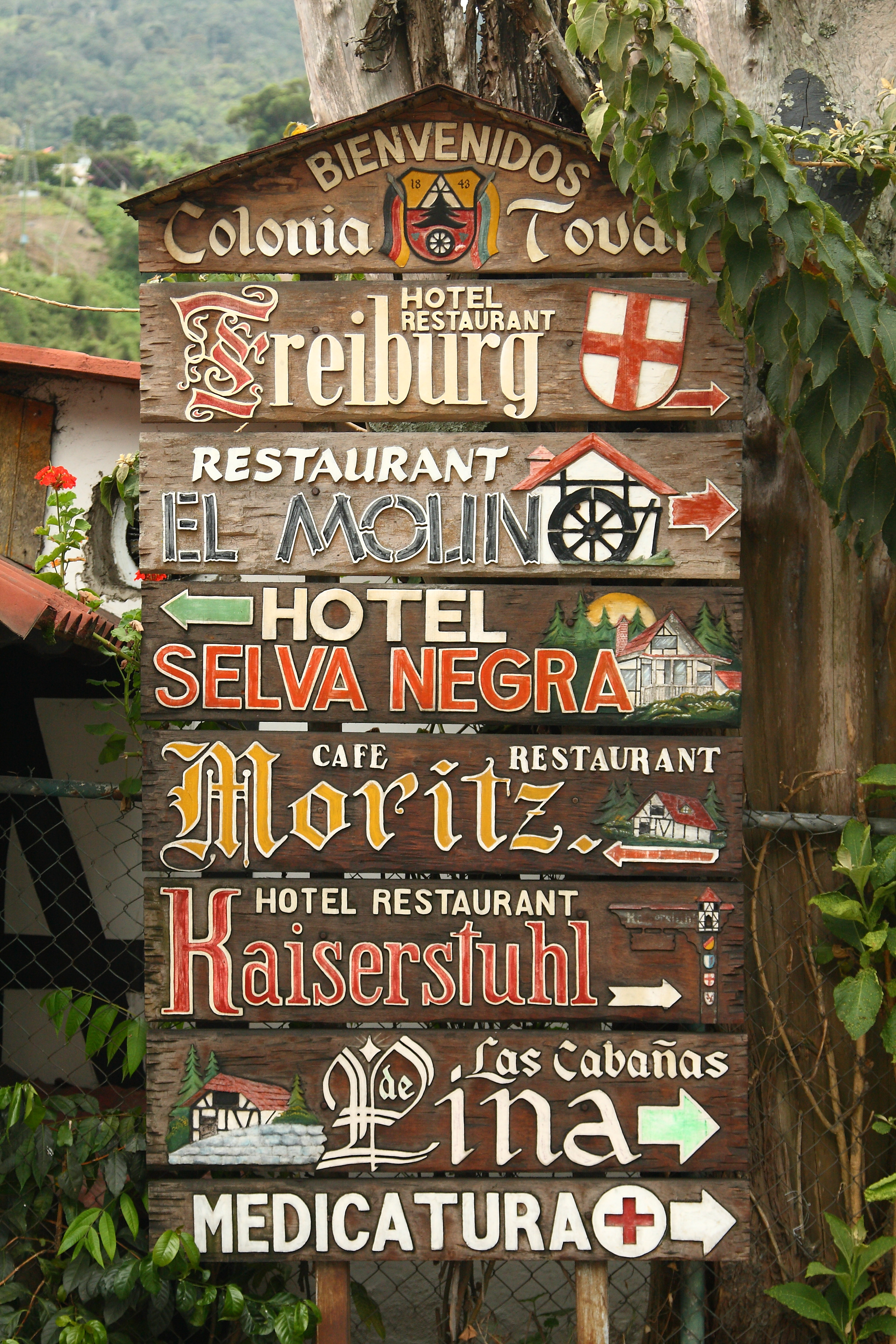
Uso mayoritario del castellano en la Colonia Tovar.

El alemán coloniero tiene su raíz en los dialectos del altogermánico superior (Oberdeutsch), en particular en el grupo alemánico (Alemannisch). Este último incluye variedades habladas en el suroeste de Alemania, Austria occidental, Suiza y regiones cercanas.

## Libros
- Blanco Hernández, Marlene: Introducción al análisis gramatical del alemán de la Colonia Tovar. Universidad Central de Venezuela. Caracas, 1987.
- Redlich Perkins, Renate: Tovar German. Linguistic study of a German century alemannic dialect spoken in Venezuela. University Microfilms International. Ann Arbor, Míchigan, Londres, 1978.
- Da Rin, Denise: Die deutsche Sprache in der Colonia Tovar (Venezuela) - Eine soziolinguistische Untersuchung. Múnich, 1995.
- Jahn Montauban, Leopoldo: La Colonia Tovar y su gente. Tovar.